# Sun Huanhuan
Sun Huanhuan (15 de marzo de 1990) es una deportista china que compitió en atletismo, especialista en la disciplina de marcha. Ganó una medalla de bronce en el Campeonato Mundial de Atletismo de 2013, en la prueba de 20 km marcha.

## Palmarés internacional
| Campeonato Mundial | Campeonato Mundial | Campeonato Mundial | Campeonato Mundial |
| Año                | Lugar              | Medalla            | Prueba             |
| ------------------ | ------------------ | ------------------ | ------------------ |
| 2013               | Moscú (Rusia)      | Medalla de bronce  | 20 km marcha       |